# Schloss Saalhof

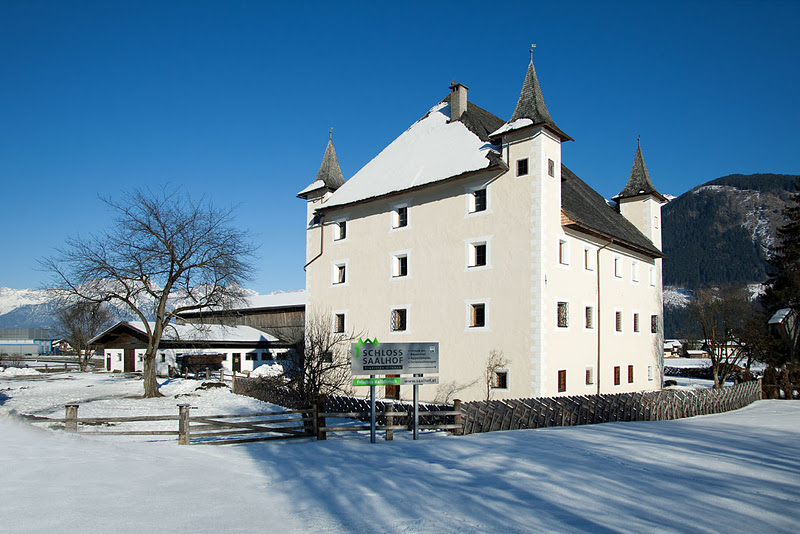
Schloss Saalhof im Winter

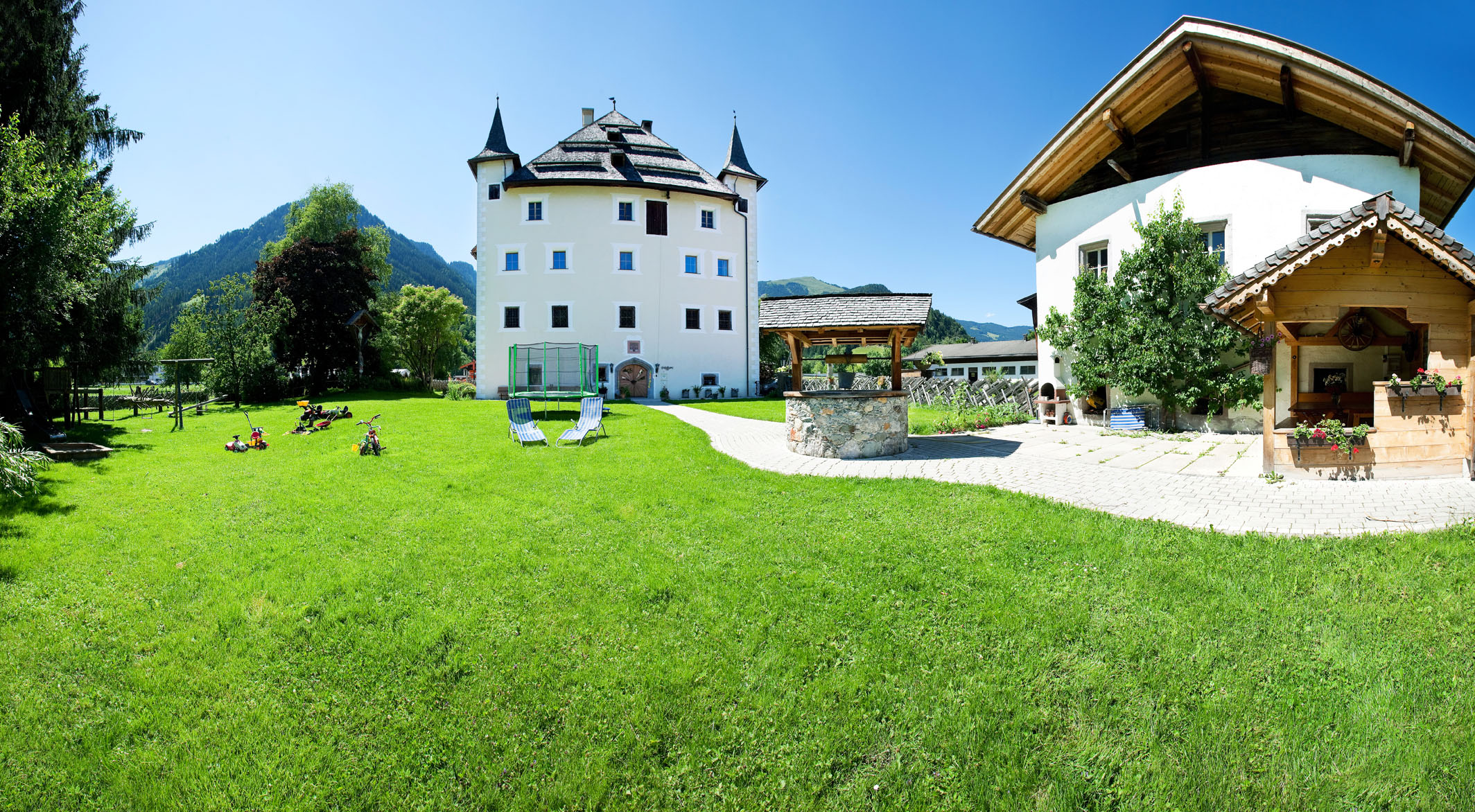
Schloss Saalhof im Sommer

Das Schloss Saalhof ist ein Schloss in Maishofen und zugleich einer der ältesten Ansitze im Pinzgau. Das heutige Gebäude stammt vom Beginn des 17. Jahrhunderts, jedoch wurden bei Renovierungsarbeiten deutlich ältere Fundamente und Mauerteile an der Nord- und Ostseite des Gebäudes gefunden, an die das heutige Schloss um 1600 angebaut wurde. 1766 wurde im Schloss der bekannte Salzburger Botaniker Franz Anton Alexander von Braune geboren.
Seit 1992 steht das Ensemble, bestehend aus Schloss, Meierhaus und Wegkreuz, unter Denkmalschutz. Die Gebäude befinden sich in Privatbesitz und sind nicht öffentlich zugänglich, doch ist im Gebäude ein Beherbergungsbetrieb untergebracht.

## Geschichte

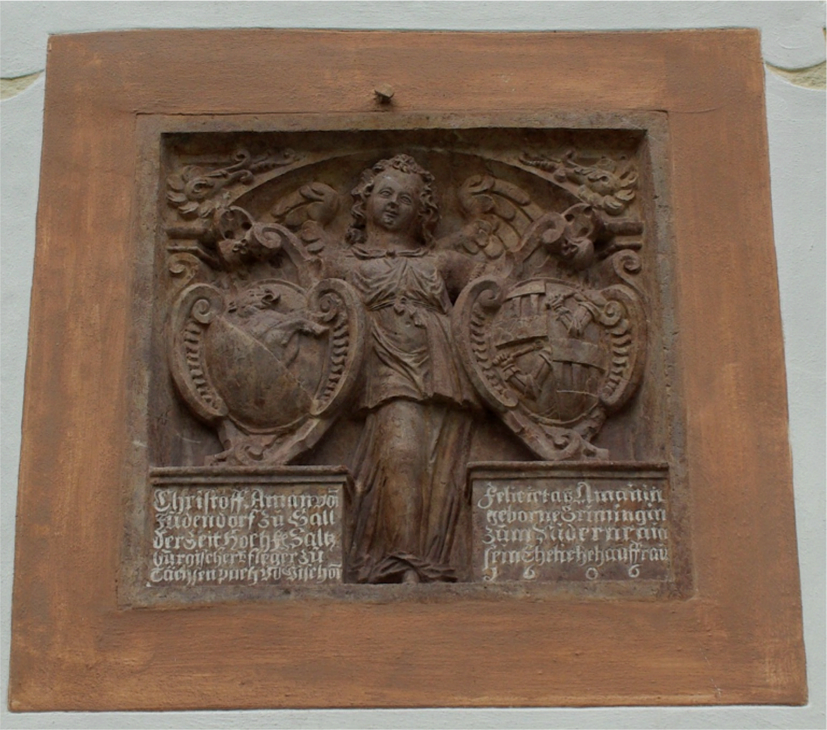
Eine Marmortafel über dem Schlossportal kündet vom Ende des Baus 1606

Im Jahr 1296 war der Adelssitz wahrscheinlich im Besitz von „Konrad dem Teufel“. Das Gut war zunächst erzbischöflichen Lehen, das 1423 im Besitz des Oswald Eisenstang erstmals urkundlich genannt wurde. 1584 ging es an die Familie Amann von Judendorf über. Unter Cristoff Amann von Judendorf zu Saal entstand zu Beginn des 17. Jahrhunderts der typische Pinzgauer Adelssitz, wie er heute noch zu sehen ist. Eine Marmortafel oberhalb des Kielbogenportals kündet vom Ende der Bauarbeiten im Jahr 1606. Auch ein Großteil der Inneneinrichtung stammt aus dieser Zeit.
1634 kam das Schloss an die Familie Riedl. Ein prächtiges Wappen im ersten Stock zeugt von der Heirat Mathias Riedls von und zu Saal 1661 mit Maria Riedlin geb. Stöcklin von Judendorf. Als der Besitz 1714 an die Familie Kobald von Dambach zu Moll kam, befand sich im Schloss eine Hauskapelle mit Messlizenz.
Nachdem Maria Anna von Hackledt 1759 Besitzerin des Anwesens geworden war, vererbte sie es 1765 ihren vier Kindern. Ihre Tochter Elisabeth Amalia heiratete Rochus von Braun und übernahm den Besitz im Jahr 1798. Als ihn der Weißbacher Wirt Josef Zehentner 1840 kaufte, kam das Schloss in bäuerlichen Besitz und wurde seitdem innerhalb dieser Familie weitervererbt. 1855 übernahm der Sohn Johann Zehentner, der das Schloss 1874 seiner Tochter Maria mit ihrem Mann Josef Schattbacher vererbte. Über deren Sohn Johann kam das Gut an die Familie Rieder, da der Bauer Wolfgang Rieder 1939 Johanns Tochter Ida geheiratet hatte. Deren Sohn Wolfgang trat 1969 gemeinsam mit seiner Frau Rosa die Nachfolge im Betrieb an. Sie ließen 1971 die alten Stallungen (Firstdatierung 1828 und 1586) abreißen und durch einen Neubau ersetzen.
Eine umfassende Sanierung des Saalhofgutes und des Schlosses erfolgte ab dem Jahr 2004 unter dem Ehepaar Hermann und Kathrin Rieder, die im Jahr 2010 zudem die Fassade renovieren und deren ursprüngliche Farbgebung aus dem 17. Jahrhundert wiederherstellen ließen. Seit 2006 werden von den Schlossbesitzern Ferienappartements und Gästezimmer zur Vermietung angeboten.
Das Meierhaus auf der östlichen Seite der Anlage war früher das Wohnhaus für den Verwalter (Meier), die Knechte und das Gesinde. Die Jahreszahl am Giebel gibt 1686 als Baujahr an. Das Gebäude wurde um 1814 als Schule für Maishofen genutzt.